# Commandos: Strike Force
Commandos: Strike Force è il quinto episodio della serie di videogiochi Commandos. A differenza dei primi quattro, caratterizzati da una grafica a due dimensioni e da una visuale dall'alto, Strike Force è dotato di una visuale in prima persona, e lo stile di gioco, da strategico in tempo reale è diventato uno sparatutto in prima persona. Sviluppato da Pyro Studios, è stato pubblicato da Eidos Interactive per Microsoft Windows, Xbox e PlayStation 2 nel 2006.

## Trama
Nel 1942, viene formata una squadra di agenti scelti per combattere l'esercito nazista in Europa.
Il gioco si divide in tre parti:
- Francia occupata: Gli obiettivi sono di paracadutarsi e di aiutare i partigiani Maquis nell'intento di liberare la zona invasa dai tedeschi. Prima di lanciarsi da un C-47 il berretto verde assiste all'uccisione di metà della sua compagnia per mano di un gestapo nazista travestito da paracadutista della 101 divisione aviotrasportata, ma viene ucciso dal berretto verde che atterra poco prima che i soldati tedeschi iniziassero a sparare i primi colpi di quello che sarà un vero macello. Dopo la sconfitta delle truppe tedesche in zona il berretto verde pensa che il colonnello Brown fosse un traditore e secondo lui si sarebbe accordato col gestapo sull'aereo... ma poi il colonnello Brown si scagiona raccontando di aver piazzato delle cariche esplosive sui cannoni flak e i camion Opel dietro la linea tedesca affrontata dal cecchino e dal berretto verde. Inoltre il colonnello Brown si rivelerà tutto l'opposto di un traditore salvando un medico francese tenuto in ostaggio dai nazisti, uccidendo un generale nazista in un bordello e facendo deragliare un treno di rifornimenti bellici tedeschi.
- Norvegia: La squadra deve impedire la creazione della bomba nucleare e distruggere gli stabilimenti dell'acqua pesante. Il primo obiettivo è portare gli esplosivi necessari all'impianto e per questo è necessario passare per una diga controllata dai tedeschi; poi la Strike Force conquista un paesino di importanza strategica. A questo punto il colonnello Brown si allontana; O'Brien e Hawkins devono restare a presidiare il paese insieme ai partigiani norvegesi, perché il ponte che collega le due sponde del fiume è molto importante per gli spostamenti; i due saranno costretti a difenderlo dal contrattacco nazista, effettuato con panzer, blindati, mortai e fanteria.
- Unione Sovietica: Con l'aiuto dell'armata rossa, bisogna trovare una preziosa reliquia e difendere Stalingrado dall'avanzata tedesca. Nella prima missione in Russia la spia consegna il cecchino e il berretto verde a un sergente tedesco confermando all'apparenza di essere un traditore, ma poi i due prigionieri verranno liberati dalla spia stessa che si rivelerà essere un doppiogiochista a favore degli alleati. Durante la fuga dal Quartier Generale nazista la spia dovrà vendicarsi del suo amico russo, il commissario Emil Salenkov(che era in realtà una spia nazista),uccidendolo. E dovrà, se si vuole, salvare due soldati sovietici dalla fucilazione tedesca alla quale parteciperà pure Salenkov. Nell'ultima missione il cecchino dice scherzando che vorrebbe fare una vacanza a Berlino e che vorrebbe la spia come guida turistica e, ironia della sorte, il berretto verde afferma ridendo che quella sarebbe una pessima vacanza...

## Personaggi
- Colonnello George Brown: Capo della squadra, è di origine tedesca ma tuttavia non un nazista. È una spia da prima linea, eccelle nei travestimenti e nelle uccisioni silenziose. Armi principali: corda di pianoforte, Walther PPK silenziata e MP40.
- Capitano Francis O'Brien: Berretto verde, americano, è un ottimo soldato ed eccelle nel combattimento in campo e nel corpo a corpo. Armi principali: coltello Ka-Bar e tutte le armi da fuoco (tranne i fucili da cecchino).
- Tenente William Hawkins: Tiratore scelto, inglese, è un ottimo cecchino ed è abile nelle uccisioni silenziose e nel nuoto. Armi principali: coltelli da lancio, pistola e fucile di precisione.